# Sławomir Kohut
Sławomir Kohut (* 18. September 1977 in Cieszyn) ist ein ehemaliger polnischer Radrennfahrer, der im Straßenradsport aktiv war.

## Sportlicher Werdegang
Sławomir Kohut begann seine internationale Karriere 2001 bei dem Radsportteam Amore & Vita-Beretta. 2003 wechselte er zu CCC Polsat, wo er eine Etappe der Ytong Bohemia Tour gewann. In seinem zweiten Jahr dort gewann er jeweils eine Etappe bei der Settimana Ciclistica Lombarda und bei der Friedensfahrt. Kurz darauf gewann er das Zeitfahren der Bałtyk-Karkonosze Tour und gewann auch die Gesamtwertung. Außerdem wurde er polnischer Meister im Zeitfahren und startete bei den Olympischen Spielen in Athen. Das olympische Straßenrennen konnte er nicht beenden, im Einzelzeitfahren belegte er Rang 36. 
Nach seinen Erfolgen in der Saison 2004 erhielt Kohut zur Saison 2005 einen Vertrag beim italienischen Professional Continental Team Miche. In den zwei Jahren im Team konnte er sich jedoch nicht als Radprofi etablieren und einen neuen Vertrag abschließen. Von 2007 bis 2015 fuhr Kohut für verschiedene Continental Teams und Vereine, blieb aber ohne weiteren Sieg. Im Jahr 2008 belegte er Platz zwei in der Gesamtwertung der Marokko-Rundfahrt.
Nach der Saison 2015 beendete Kohut im Alter von 38 Jahren seine Karriere im Radsport.

## Familie
Sławomir Kohut ist der Sohn des ehemaligen Radrennfahrers Wiktor Kohut, unter anderem Gesamtdritter der Tour of Małopolska 1969, sowie der jüngere Bruder von Seweryn Kohut.

## Erfolge
2004
- eine Etappe Settimana Ciclistica Lombarda
- eine Etappe Friedensfahrt
- Gesamtwertung und eine Etappe Bałtyk-Karkonosze Tour
- Polnischer Meister – Einzelzeitfahren